# Wilde Flowers

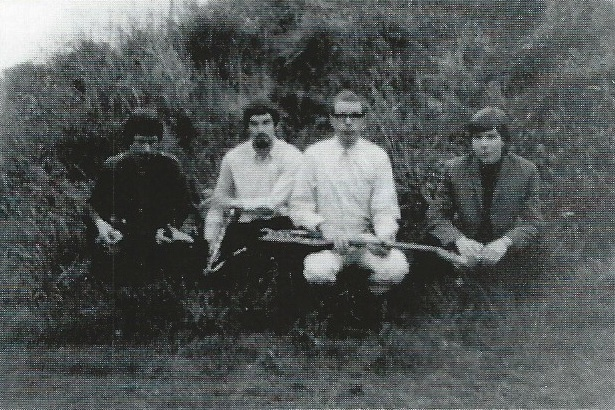
Wilde Flowers

Die Wilde Flowers (1963–67) waren eine englische Rockband aus der Gegend von Canterbury, ihr Name ist eine Anspielung auf den Schriftsteller Oscar Wilde.
Die Band hat während ihres Bestehens keine Aufnahmen veröffentlicht, aber aus ihr gingen mit Soft Machine und Caravan zwei bekannte und einflussreiche Progressive-Rock-Bands der Canterbury-Szene hervor.
Mitglieder waren im Laufe des Bestehens der Wilde Flowers
- die späteren Soft Machine-Musiker
  - Brian Hopper (Gitarre, Saxophon)
  - Hugh Hopper (Bass)
  - Robert Wyatt (Schlagzeug, Gesang)
  - Kevin Ayers (Gesang, bei Soft Machine auch Bass)

- die späteren Caravan-Musiker
  - Richard Sinclair (Gitarre, Gesang, bei Caravan Bass)
  - Pye Hastings (Gitarre, Gesang)
  - Dave Sinclair (Keyboards)
  - Richard Coughlan (Schlagzeug, Gesang)

und Graham Flight (Gesang), der als Bassist gegen Ende der  1970er Jahre mit Dave Sinclair in der Live-Band Polite Force spielte.
Eine CD mit zuvor unveröffentlichten Aufnahmen der Wilde Flowers erschien 1994.

## Filmografie
- 2015: Romantic Warriors III: Canterbury Tales (DVD)